# Escópula
Escópula (do latim scapula, "pequena vassoura"), por vezes escopa, é a designação dada em zoologia aos tufo de pêlos densos e macios presentes nas quelíceras, maxilares e tarsos de certos aracnídeos. A estrutura serve para aumentar a adesividae a superfícies lisas verticais.